# Państwo Kuszanów

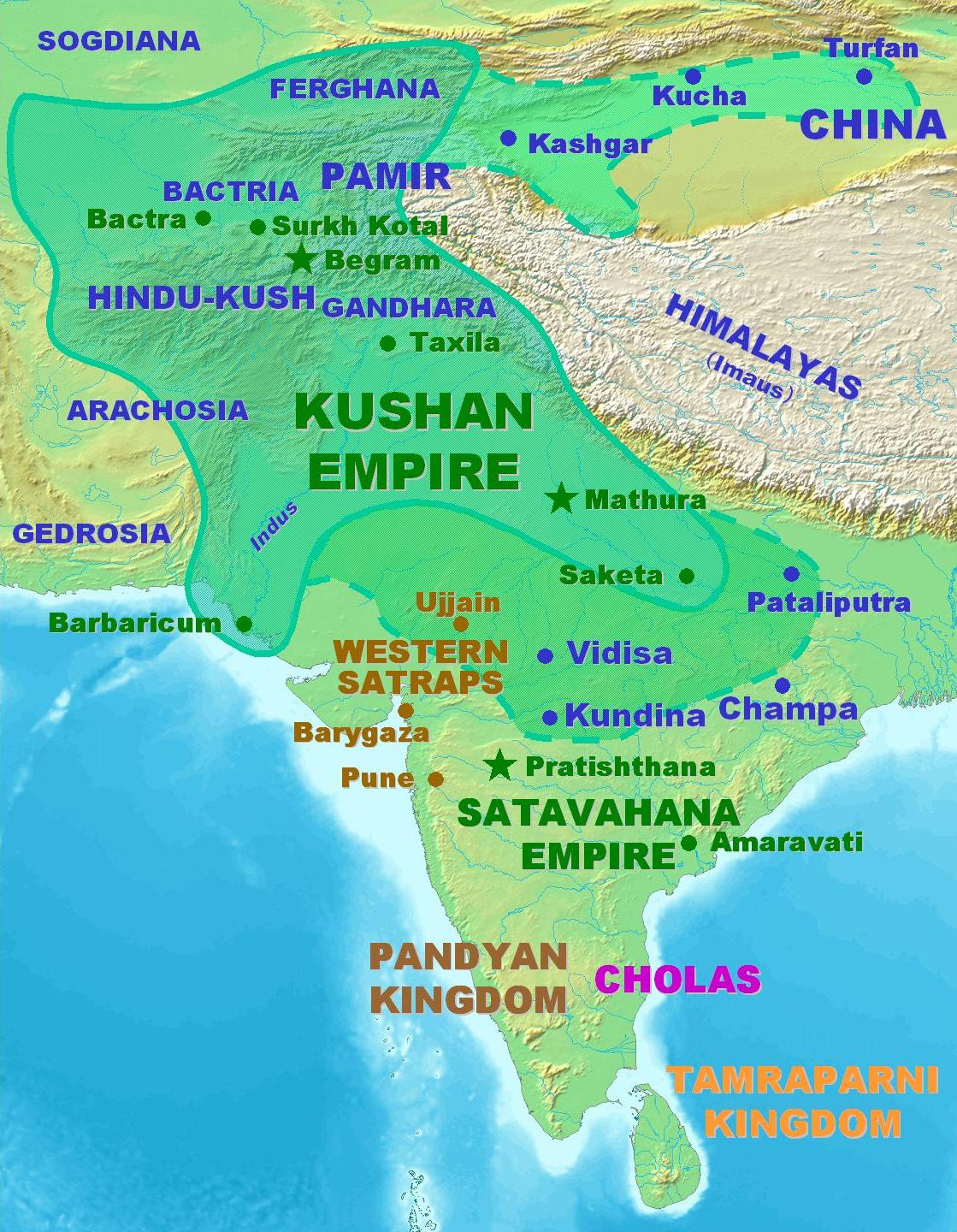
Obszar państwa Kuszanów

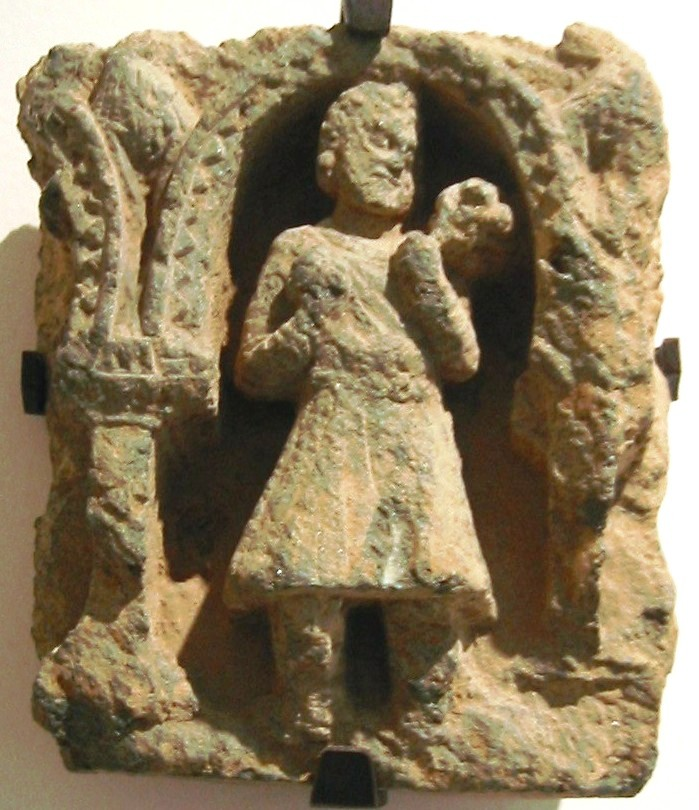

Państwo Kuszanów (sanskryt: कुषाण राजवंश, Kuṣāṇa Rājavaṁśa) – starożytne państwo w północnych Indiach i Azji Centralnej, które istniało w latach 78–240 naszej ery.

## Nazwa
Nazwa Kuszan w języku klasycznym chińskim Yuezhi, oznacza pewne plemię indoeuropejskie, które mieszkało na przełomie er w dzisiejszym Xinjiang (zachodnie Chiny). Nazwa grecka z przełomu er "Kussano" (występuje na monetach) pochodzi od etnonimu "Guishang".

## Początki imperium
Powstanie państwa kuszańskiego wiąże się z migracją plemienia Yuezhi, często utożsamianego z Tocharami. Kroniki chińskie wspominają o wędrówce Yuezhi z zachodnich Chin na tereny obecnych republik Tadżykistanu i Kirgistanu. Yuezhi wyparci ze swych siedzib przez plemię Xiongnu zajęli Baktrię i Sogdianę. Według Księgi Późniejszych Hanów po zajęciu Baktrii Yuezhi podzielili zajęte terytorium pomiędzy pięciu xihou (co jest chińską transkrypcją środkowoazjatyckiego tytułu jabgu). Ich państwo Da Yuezhi stanowiło konfederację pięciu plemion. Jednym z tych plemion byli Kuszanowie.
Relacje źródłowe na temat początków państwa kuszańskiego są nader skąpe. Pod wodzą księcia kuszańskiego połączyły się, być może w drodze podboju, plemiona Yuezhi/Tocharów i Saków, zajmujące tereny Baktrii i Sogdiany. Pierwotne granice tego państwa nie są dokładnie znane. Zwięzłe informacje na ten temat przekazuje Księga Późniejszych Hanów. Jej relację potwierdziły badania numizmatyczne. Napisy na monetach pierwszych władców kuszańskich zostały wykonane po grecku, gdyż Kuszanie uważali się za spadkobierców królów grecko-baktryjskich. Z monet i źródeł chińskich znane są imiona pierwszych władców: Herea i Kidzuli Kadfisa, zwanego też Kadfizesem I (ok. 30-ok. 80). Kadfizes I opanował dolinę Kabulu, Pudę na południe od Hindukuszu i prawdopodobnie Chorezm. Ten ostatni w ramach związku kuszańskiego zachował pewną niezależność, rządzili nim osobni królowie, którzy sądząc z monet, mieli z władcami kuszańskimi powiązania dynastyczne. Państwo kuszańskie generalnie nie było scentralizowane. Poszczególnymi obszarami rządzili dotychczasowi królowie, poddani zwierzchnictwu najwyższego władcy.

## Imperium za Kadfizesa II i Kaniszki
Następca Kadfizesa I, Kadfizes II podbił Indie aż po Benares. Ostatni władcy grecko-indyjscy, potomkowie Eutydemosa i Eukratydesa poddali się pod jego zwierzchnictwo. Książęta indo-partyjscy zachowali do końca I wieku resztki swych posiadłości nad dolnym Indusem. Pod koniec panowania Kadfizesa I królestwo kuszańskie obejmowało olbrzymi obszar od jeziora Aralskiego do Gangesu.
W okresie powstawania państwa kuszańskiego jego centrum znajdowało się w Sogdianie (Kuszanii nad Zerawszanem). Za panowania Kaniszki centrum imperium przeniosło się do Indii. Kaniszka rozszerzył posiadłości Kuszanów w Indiach i prowadził zwycięskie wojny z Partią. Najważniejszym wydarzeniem jego panowania była jednak długoletnia wojna z Chinami. Wojska kuszańskie wtargnęły do zachodniego Turkiestanu, lecz zadał mu klęskę namiestnik tzw. Kraju Zachodniego Ban Chao, który zdobył dla Chin Ferganę i Chorezm, a także zmusił Kaniszkę do uznania (prawdopodobnie tylko formalnie) zwierzchnictwa cesarza chińskiego. Wkrótce po śmierci Ban Chao Chiny zaczęły tracić swoje nabytki. Kaniszka zdobył Chorezm. W drugim wieku na terenie Chorezmu w obiegu znajdować się będą tylko monety kuszańskie. Podporządkował sobie także Ferganę. Emisariusze Kaniszki podburzyli przeciw Chinom władców państw-miast Turkiestanu, którzy wystąpili zbrojnie przeciw Chinom i oblegli nawet namiestnika Kraju Zachodniego. Pod koniec panowania Kaniszki znaczniejsze miasta turkiestańskie – Kaszgar, Jarkend i Chotar – znalazły się w państwie kuszańskim. Państwo kuszańskie osiągnęło w tym okresie największe rozmiary terytorialne.

## Ustrój społeczno-polityczny
Państwo Kuszanów było jednym z najpotężniejszych mocarstw swego czasu. W jego skład wchodziły zarówno bogate miasta handlowe, urodzajne tereny rolnicze i stepy z ludnością koczowniczą. Sami Kuszanie, stanowiący na sto lat przed Kadfizesem I niewielkie plemię koczownicze, musieli, stanąwszy na czele ogromnego państwa wprowadzić doniosłe zmiany ustrojowe. Imperium kuszańskie mocno odbiegało od federacji plemiennych, które stworzyły wcześniej na terenie Baktrii i Sogdiany plemiona Yuezhi. Za panowania Kuszanów znacznie rozbudowano sieć irygacyjną. Powstały w tym czasie wielkie kanały na terenie Chorezmu, Baktrii, Sogdiany i Fergany. Powstawały nowe miasta, zwłaszcza na terenie Indii. Jedno z nich Kanispor do dzisiaj nosi nazwę pochodzącą od imienia Kaniszki. Rozwijał się handel i gospodarka pieniężna. Podczas gdy władcy grecko-baktryjscy bili srebrną monetę, ważną dla handlu zewnętrznego, za Kuszanów pojawia się drobna moneta brązowa, świadcząca o przenikaniu stosunków pieniężnych do obrotu detalicznego.

## Rozkwit handlu
Panowanie Kuszanów jest okresem rozkwitu handlu międzynarodowego. Przez terytorium państwa kuszańskiego biegła wielka droga jedwabna, która prowadziła z Syrii przez Eufrat do Mezopotamii, stamtąd przez Ekbatanę w Medii, dalej przez Hekatompylos dawną stolicę Partii, na południowy wschód od Morza Kaspijskiego, z Hekatompylos do Antiochii w Margianie, z Antiochii na Baktrę, z Baktry przez Góry Komedzkie do Kamiennej Wieży a stamtąd do krainy Serów. Poza tym przez posiadłości Kuszanów ciągnął się szlak z Chin przez Kaszgar na Ferganę i Chorezm, a stamtąd do kraju Alanów i południowe tereny poduralskie. Istniała też droga z Chin przez Kaszgar do okręgu Issyk-Kul, w którym koczowali Wusunowie. Do Indii, które częściowo wchodziły w skład państwa kuszańskiego, jeździło się przez Baktrię i okręg Kabulu. Na zachód wiodły szlaki przez Partię ku imperium rzymskiemu. Wreszcie przez Chorezm i kraj Alanów państwo kuszańskie miało kontakt z Europą Wschodnią, o czym świadczą monety kuszańskie znajdowane nad Kamą.
Z Chin wywożono jedwab, nefryt, wyroby z laki i skóry, żelazo i nikiel; z Indii – korzenie, pachnidła, delikatne tkaniny; z terenów imperium rzymskiego –szkło; znad Kamy – futra. Kupcy z Azji Środkowej wieźli do Chin wyroby szklane, drogie kamienie, ozdoby. Głównym przedmiotem handlu były przedmioty zbytku.

## Kultura i religia
Połączenie olbrzymich obszarów w jedno państwo doprowadziło do pomieszania kultur, o co było tym łatwiej, że ludy Azji Środkowej posługiwały się narzeczami irańskimi. Odmienność języków i kultur spowodowała konieczność znalezienia ogólnopaństwowego języka. Ponieważ w tym czasie rolę języka międzynarodowego w Azji Środkowej spełniał aramejski, na jego podstawie tworzono różne systemy pisma, między innymi sogdyjskiego i chorezmijskiego. Napisy na monetach pierwszych Kuszanów bito po grecku. Stąd też na bazie alfabetu greckiego stworzono później pierwsze pismo kuszańskie. Wraz ze wzrostem wpływów indyjskich pojawiły się w końcu systemy pisma indyjskiego (obok kuszańskiego spotyka się na monetach pismo dewanagari).
Na obszarze Azji Środkowej czczono najrozmaitsze bóstwa: miejscowe (Mitra, Anahita, Sijawusz), zoroastryjskie (Ahuramazda), greckie (Zeus, Helios, Selene) i indyjskie (Siwa). Nastąpiło synkretyczne zespolenie bóstw różnych ludów, na skutek czego uległy zmianie ich wyobrażenia, np. środkowoazjatycką Anahitę wyobrażano pod postacią greckiej Afrodyty. Od czasów Kaniszki wzrosło znaczenie buddyzmu. Władca ten przeniósł stolicę z Sogdiany do Peszawaru. W Indiach Kuszanie, podobnie jak poprzednio Hellenowie i Macedończycy, zwrócili się ku buddyzmowi, gdyż nie było dla nich, jako dla zdobywców i barbarzyńców miejsca w warnach Indii bramińskich. Buddyzm – skierowany do wszystkich łatwo znalazł w Kuszanach swych zwolenników. Ówczesny buddyzm odbiegał daleko od tego, czym był na początku. Pomieszany z dawnymi kultami, stał się jedną ze światowych religii tych czasów. Na monetach kuszańskich pojawiają się symbole buddyjskie, np. wizerunek Buddy z napisami greckimi. Ten synkretyczny buddyzm zmieszany z miejscowymi wierzeniami rozszerzył się potem na Tybet, Mongolię, Chiny i Japonię. Rozprzestrzenił się też w Azji Środkowej, największy wpływ wywierając na Baktrię: na rozkaz Kaniszki zbudowano w II wieku ogromną świątynię buddyjską w Baktrze. Na ogół jednak w Azji Środkowej nie zakorzenił się głęboko, obejmując, w przeciwieństwie do Indii, tylko warstwy rządzące. Tym się tłumaczy jego stosunkowo niewielki wpływ na miejscowe religie i jego późniejsze zniknięcie z Azji Środkowej.

## Upadek królestwa kuszańskiego
Już za następcy Kaniszki państwo kuszańskie kurczy się terytorialnie. W rękach Kuszanów pozostają tylko Azja Środkowa i północne Indie. Za kolejnego władcy, Wasudewy, jak wskazuje jego imię nastąpił wzrost wpływów indyjskich i rozluźnianie się związków z Azją. W III wieku południowo-zachodnie obszary państwa zagarnia Persja Sasanidów (ok. 240). Władza kuszańskich królów Hindustanu zachowuje się na niewielkim obszarze doliny Kabulu. Azja Środkowa rozpada się na niezliczoną ilość miast-państw. Kuszanie królowie Kabulu, walczący dotąd z Sasanidami w IV wieku zawierają z nimi przymierze potwierdzone związkami małżeńskimi. Ostateczny upadek ich państwa następuje na przełomie IV i V wieku, gdy do Azji napływają nowe fale koczowników. Władcy kuszańscy utrzymali się też do V wieku w Indiach w Gandharze i części Pendżabu. Ich państwo było jednak tylko jednym z wielu państewek istniejących w tym czasie w Indiach północno-zachodnich. Niezależnie od nich przez jakiś czas utrzymali się szachowie kuszańscy w Sogdianie (Kuszanii nad Zerawszanem).

## Wybitniejsi władcy kuszańscy (daty panowania przybliżone)
1. Herajos (ok. 1-ok. 30)
2. Kudżula Kadfizes lub Kadfizes I (ok. 30-ok. 80)
3. Wima I Tokta (ok. 80-ok. 90)
4. Wima II Kadfizes albo Kadfizes II (ok. 90-ok. 100)
5. Kaniszka (ok. 100-ok. 126 lub ok. 120-ok. 146)[a]
6. Wasiszka (ok. 150-ok. 180)
7. Huwiszka (ok. 150-ok. 180)
8. Wasudewa (191-232)